# Болгарська мова в Україні

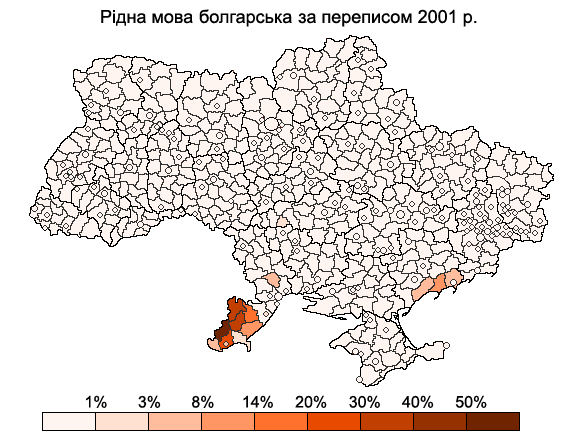
Частка населення, що назвало рідною мовою болгарську за переписом 2001 р.

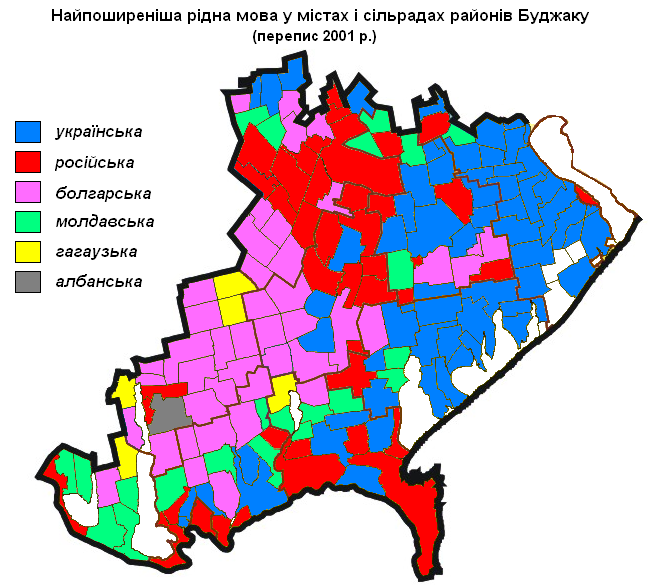
Найпоширеніша рідна мова у містах і сільрадах Буджаку (південь Одеської області) за переписом 2001 р.

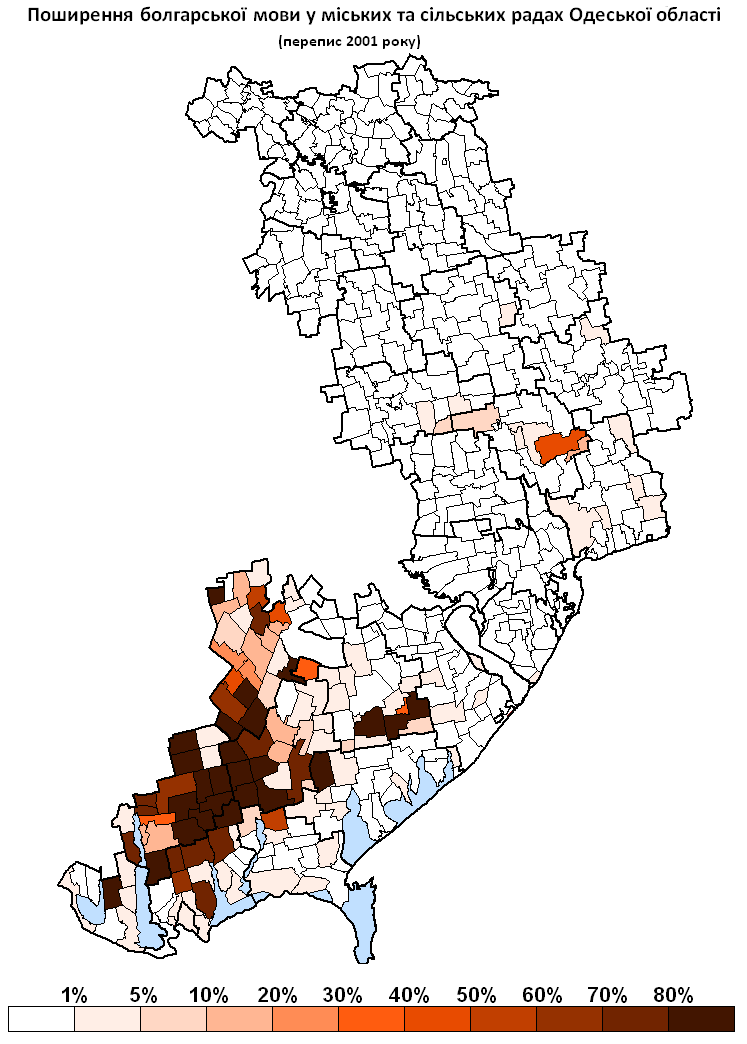
Поширення болгарської мови в Одеській області за переписом 2001 р.

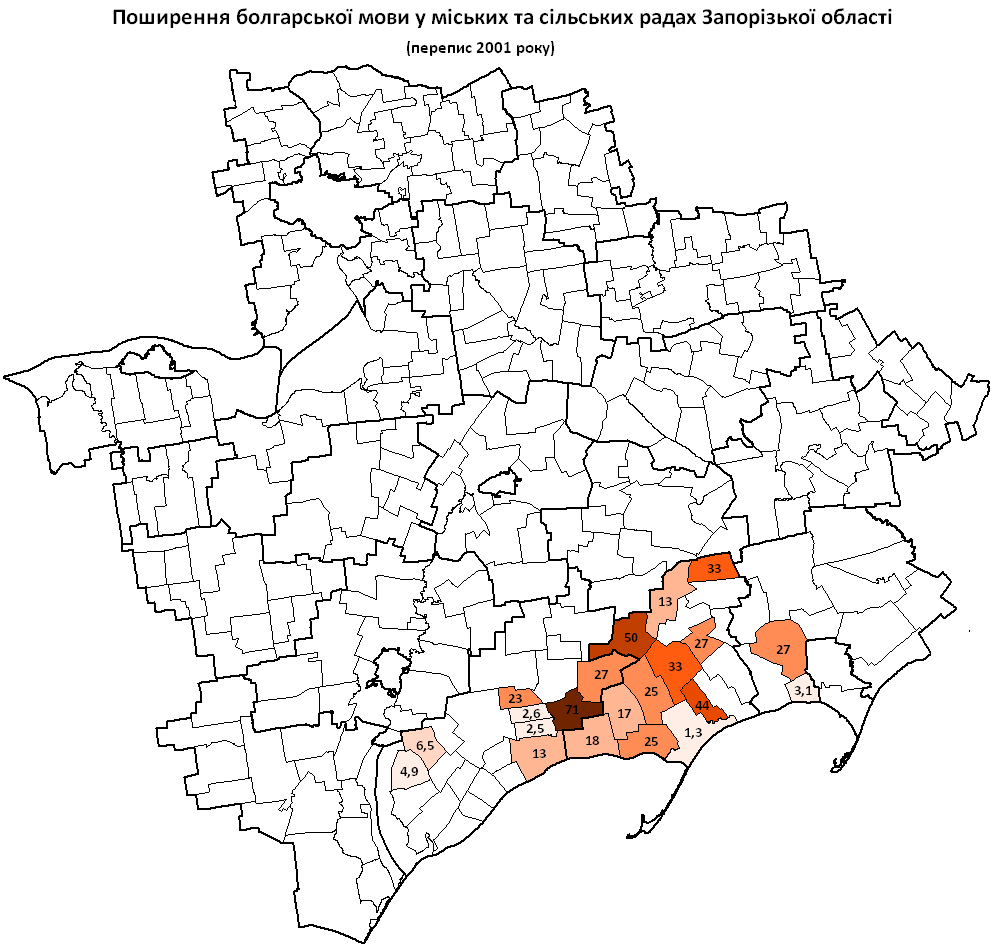
Поширення болгарської мови у Запорізькій області за переписом 2001 р.

Болгарська мова — одна з мов національних меншин України. За даними всеукраїнського перепису населення, 64,2% українських болгар назвали своєю рідною мовою болгарську (у Одеській області — 77,8%, Запорізькій — 31,8%)

## Поширеність
Рідна мова болгар України за переписами
|            | 1970 | 1979 | 1989 | 2001 |
| ---------- | ---- | ---- | ---- | ---- |
| болгарська | 71,7 | 68,3 | 69,5 | 64,2 |
| російська  | 25,4 | 28,5 | 27,2 | 30,3 |
| українська | 2,6  | 2,8  | 2,7  | 5,0  |
| інша       | 0,3  | 0,3  | 0,6  | 0,5  |

Вільне володіння болгарською мовою серед болгар України за даними переписів:
- 2001 — 76,0%
- 1989 — ~80,0%

Райони та міста компактного проживання болгар за результатами перепису 2001 року.
| Місто/Район               | Область        | Рідна мова болгарська | Болгари за національністю | Болгарськомовні / болгари |
| ------------------------- | -------------- | --------------------- | ------------------------- | ------------------------- |
| Болградський район        | Одеська        | 57,6%                 | 60,8%                     | 95%                       |
| Арцизький район           | Одеська        | 34,0%                 | 39,0%                     | 87%                       |
| Тарутинський район        | Одеська        | 31,7%                 | 37,5%                     | 84%                       |
| Ізмаїльський район        | Одеська        | 24,9%                 | 25,7%                     | 97%                       |
| Саратський район          | Одеська        | 19,1%                 | 20,0%                     | 96%                       |
| Приморський район         | Запорізька     | 12,0%                 | 23,4%                     | 51%                       |
| Татарбунарський район     | Одеська        | 10,7%                 | 11,5%                     | 93%                       |
| Приазовський район        | Запорізька     | 7,1%                  | 12,5%                     | 57%                       |
| Ренійський район          | Одеська        | 6,6%                  | 8,5%                      | 78%                       |
| Іванівський район         | Одеська        | 6,5%                  | 11,2%                     | 58%                       |
| М. Ізмаїл                 | Одеська        | 4,6%                  | 10,0%                     | 46%                       |
| Бердянський район         | Запорізька     | 3,1%                  | 7,3%                      | 42%                       |
| Кілійський район          | Одеська        | 2,5%                  | 4,3%                      | 59%                       |
| Вільшанський район        | Кіровоградська | 2,4%                  | 9,8%                      | 24%                       |
| м. Білгород-Дністровський | Одеська        | 1,6%                  | 3,7%                      | 42%                       |

Населені пункти, у яких болгарську мову назвали рідною більшість населення.
| Населений пункт                        | Район                        | Область            | % болгарськомовних |
| -------------------------------------- | ---------------------------- | ------------------ | ------------------ |
| с. Нові Трояни                         | Болградський район           | Одеська область    | 95,6               |
| с. Василівка                           | Болградський район           | Одеська область    | 95,5               |
| с. Виноградне                          | Болградський район           | Одеська область    | 94,8               |
| с. Калчева                             | Болградський район           | Одеська область    | 94,2               |
| с. Оріхівка                            | Болградський район           | Одеська область    | 94                 |
| с. Городнє                             | Болградський район           | Одеська область    | 93,8               |
| с. Криничне                            | Болградський район           | Одеська область    | 93,3               |
| с. Дельжилер                           | Білгород-Дністровський район | Одеська область    | 93,1               |
| с. Вільне                              | Болградський район           | Одеська область    | 92,7               |
| с. Делень                              | Болградський район           | Одеська область    | 92,2               |
| с. Главані                             | Болградський район           | Одеська область    | 91,6               |
| с. Голиця                              | Болградський район           | Одеська область    | 91,6               |
| с. Задунаївка                          | Болградський район           | Одеська область    | 91,6               |
| с. Селіогло                            | Болградський район           | Одеська область    | 91,5               |
| с. Камчик                              | Білгород-Дністровський район | Одеська область    | 91,4               |
| с. Ярове                               | Болградський район           | Одеська область    | 91,3               |
| с. Рівне (Тарутинська селищна громада) | Болградський район           | Одеська область    | 90,5               |
| с. Острівне                            | Болградський район           | Одеська область    | 90,4               |
| с. Рівне (Бородінська селищна громада) | Болградський район           | Одеська область    | 90,4               |
| с. Баннівка                            | Болградський район           | Одеська область    | 89,4               |
| с. Виноградівка                        | Болградський район           | Одеська область    | 89,1               |
| с. Кулевча                             | Білгород-Дністровський район | Одеська область    | 89,1               |
| с. Новокаланчак                        | Ізмаїльський район           | Одеська область    | 89,1               |
| с. Володимирівка                       | Болградський район           | Одеська область    | 88,5               |
| с. Кирнички                            | Ізмаїльський район           | Одеська область    | 88,5               |
| с. Нова Іванівка                       | Болградський район           | Одеська область    | 88,1               |
| с. Виноградівка                        | Болградський район           | Одеська область    | 86,2               |
| с. Петрівськ                           | Болградський район           | Одеська область    | 85,6               |
| с. Богданівка                          | Болградський район           | Одеська область    | 85,4               |
| с. Нагірне                             | Ізмаїльський район           | Одеська область    | 85,1               |
| с. Перемога                            | Болградський район           | Одеська область    | 84,3               |
| с. Єлизаветівка                        | Болградський район           | Одеська область    | 82                 |
| с. Нова Олексіївка                     | Білгород-Дністровський район | Одеська область    | 81,3               |
| с. Роза                                | Болградський район           | Одеська область    | 78,9               |
| с. Табаки                              | Болградський район           | Одеська область    | 78,2               |
| с. Новокам'янка                        | Ізмаїльський район           | Одеська область    | 77,6               |
| с. Залізничне                          | Болградський район           | Одеська область    | 76,5               |
| с. Червоне                             | Болградський район           | Одеська область    | 76,4               |
| с. Кам'янка                            | Ізмаїльський район           | Одеська область    | 75,5               |
| с. Багате                              | Ізмаїльський район           | Одеська область    | 74,9               |
| с. Каланчак                            | Ізмаїльський район           | Одеська область    | 74,8               |
| с. Владичень                           | Болградський район           | Одеська область    | 74,4               |
| с. Кролівка                            | Болградський район           | Одеська область    | 73                 |
| с. Богданівка                          | Приазовський район           | Запорізька область | 72,3               |
| с-ще Катлабуг                          | Ізмаїльський район           | Одеська область    | 71                 |
| с. Степанівка Друга                    | Приазовський район           | Запорізька область | 70,4               |
| с. Євгенівка                           | Болградський район           | Одеська область    | 68,7               |
| с. Лужанка                             | Болградський район           | Одеська область    | 66,9               |
| с. Василівка                           | Болградський район           | Одеська область    | 66                 |
| с. Кубей                               | Болградський район           | Одеська область    | 62,1               |
| с. Лощинівка                           | Ізмаїльський район           | Одеська область    | 61,6               |
| с. Петрівка                            | Приморський район            | Запорізька область | 60,5               |
| с. Полоузівка                          | Бердянський район            | Запорізька область | 59,8               |
| с. Новоселівка                         | Ізмаїльський район           | Одеська область    | 50,5               |
| с. Маринівка                           | Приморський район            | Запорізька область | 50,3               |

З 2012 по 2018 болгарська мала статус регіональної мови у Болградському районі Одеської області.

## Освіта

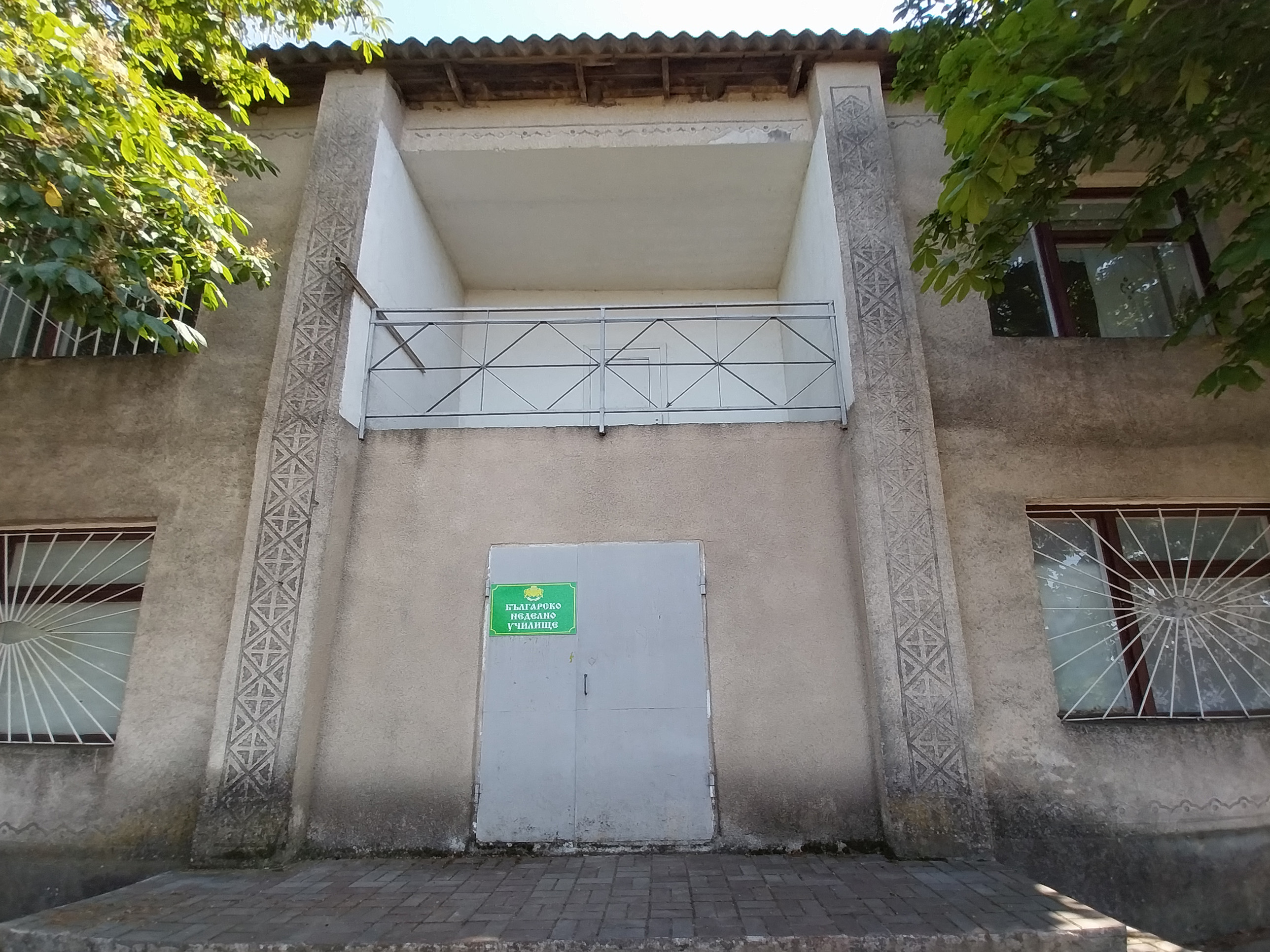
Будівля болгарської недільної школи в селищі Буялик, Березівський район, Одеська область

Освіта болгарською мовою у 2008/2009 н.р.
| Кількість закладів з навчанням болгарською мовою | Навчальний процес болгарською мовою, учнів | Вивчають болгарську мову як предмет | Вивчають факультативно або в гуртках | Спільний відсоток до загальної кількості учнів (4 438 383) | Відсоток болгар за Переписом-2001 |
| ------------------------------------------------ | ------------------------------------------ | ----------------------------------- | ------------------------------------ | ---------------------------------------------------------- | --------------------------------- |
| —                                                | 80                                         | 9592                                | 1275                                 | 0,25%                                                      | 0,42%                             |